# Daniil Katayev
Daniil Viktorovich Katayev (tiếng Nga: Даниил Викторович Катаев; sinh ngày 4 tháng 1 năm 2000) là một cầu thủ bóng đá người Nga thi đấu cho FC Kuban-2 Krasnodar.

## Sự nghiệp câu lạc bộ
Anh có màn ra mắt tại Giải bóng đá chuyên nghiệp quốc gia Nga cho FC Kuban-2 Krasnodar ngày 10 tháng 3 năm 2018 trong trận đấu với F.K. Mashuk-KMV Pyatigorsk.